# Holendry (województwo łódzkie)
Holendry (niekiedy również Holendry Paprockie) – wieś w Polsce położona w województwie łódzkim, w powiecie zduńskowolskim, w gminie Zapolice.
W latach 1975–1998 miejscowość administracyjnie należała do województwa sieradzkiego.
W 2011 roku we wsi Holendry liczba mieszkańców wynosiła 230 osób. 

Znajduje się tutaj szkoła polsko-niemiecka, do której kiedyś uczęszczały dzieci niemieckie. Za szkołą znajduje się cmentarz niemiecki, który przetrwał do tej pory.